# Рани небодери
Рани небодери су високе комерцијалне зграде грађене између 1884. и 1945. и претежно у Америчким градовима Њујорку и Чикагу. Градови у Сједињеним Америчким државама су традиционално прављени од ниских зграда, али због економског развоја после Америчког грађанског рата и све интензивније упортебе градског земљишта подстакла је развој виших зграда почетком 1870-их. Технолошка побољшања омогућила су изградњу ватроотпорних конструкција уоквирених гвожђем са дубоким темељима, опремљених новим изумима као што су лифт и електрична расвета. То је довело до техичке и комерцијалне могућности за изградњу нове класе виших зграда, од којих је прва била Хоум Иншуранс Билдинг у Чикагу висине 42 m (138 ft), oтворена 1885. Њихов број је брзо растао, а до 1888. дали су им име солитери.
Чикаго је у почетку водио у дизајну солитера, а многи су изграђени у центру финансијског дела током касних 1880-их и почетком 1890-их. Понекад названи производима чикашке школе архитекруре, ови солитери су покушали да уравнотеже естетику са практичним комерцијалним дизајном производећи велике квадратне зграде у стилу палацо које у приземљу садрже продавнице и ресторане, a на горњим спратовима садрже канцеларије које се могу изнајмити. Насупрот томе њујоршки солитери често су биле уже куле које су, динамичније у стилу, често критиковане због недостатка елеганције . 1892. Чикаго је забранио изградњу нових солитера виших од 46 m (151 ft), а развој виших зграда препустио је Њујорку.

## Развој небодера
Нови талас градње небодера појавио се у првој деценији  20. века. Потражња за новим канцеларијски простором који би задржао растућу радну снагу америчког особља наставља да расте. Инжењерски развој олакшао је изградњу и живот у вишим зградама. Чикаго је изградио нове небодере у свом постојећем стилу, док је Њујорк додатно ескпериментисао са дизајном кула. Величанствене зграде пратиле су 18-метарски торањ попут торња Сингер високог 187 m (614 ft), торња компаније за животно осигурање Флатирона 700 m (2.300 ft) и зграде Волворт 219 m (719 ft). Иако су ови солитери били комерцијални успеси, уследила је критика да су прекидали уређени обрис града и да су бацали сенку на околне зграде и улице. У комбинацији са еконосмким падом то је довело до увођења ограничења по зонама у Њујорку 1916.
Током међурадних година небодери су се проширили на скоро све главне америчке градове док је безброј играђен у другим западним земљама. Економски развој 1920-их и велика превара некретнинама подстакли су талас нових пројеката небодера у Њујорку и Чикагу. Резолуција уређења Њујорка из 1916. године помогла је да се обликује Арт Деко стил небодера што доводи до структура које су усредсеђене на ефекте и упечатљиве силуете, често богато украшене. Висине небодера наставиле су да расту, а Крајслер зграда и Емпајер Стејт Билдинг захтевали су нове рекорде досегавши 319 m (1.047 ft), односно 380 m (1.250 ft). С почетком велике кризе тржиште некретнина је пропало, а нове зграде су се зауставиле. Популарна и академска култура пригрлила је небодере кроз филмове, фотографију, књижевност и балет, гледајући зграде као позитивне симболе модерности и науке или на друге примере болести модерног живота и друштва. Пројекти небодера после Другог светског рата, обично су одбацивали нацрте раних небодера, уместо тога прихватајући међународни стил; многи стари небодери редизајнирани су да одговарају савременом укусу или су чак срушени-као што је Сингер таувер, некада највиши небодер на свету.

## Први небодери
Постоји академско неслагање око зграде коју треба сматрати првим небодером. Термин је први пут употребљен 1780-их година да опише посебно високог коња, а касније се примењује на једра на врху јарбола брода, високих шешира и капа, високих људи, 1883.да опише велике јавне  1889.као ознака за високо пословних блокова. Идентификовање првог "правог небодера" није једноставно и разни кандидати постоје у зависности од критеријума који се примењује. На пример, Њујоршка правична зграда за живот из Њујорка из 1870. године, прва је висока пословна зграда која је користила лифт, Зграда кућног осигурања у Чикагу отворена 1885. године најчешће је означена првим небодером због своје иновативне употребе конструцијског челика у металном оквиру.
У Чикагу је од 1888. године дошло до процвата изградње небодера. До 1893. године у Чикагу је било саграђено 12 небодера високих 16 до 20 спратова, чврсто збијених у центру финансијских четврти. Чикагови небодери брзо су постали туристичка дестинација за поглед на шири град који се пружају са њихових горњих спратова. Туристима је саветовано да ангажују таксије за уличне туристе небодера-лежећи у кабини, сигурно би их одвели у врх високих зграда.
Масоник Темпл је био најистакнутији од свих небодера, изграђен 1892. године. Масоник Темпл је био раскошан небодер висок 92 m, имао је 19 спратова, доњих десет продавница и виши ниво који садржи приватне апартмане и дворане за састанке, од којих неке могу да приме 1 300 људи, а на врху је била кровна башта и посматрачка галерија.
Ради поређења,Њујорк је заостајао за Чикагом, имајући само четири зграде високих преко 16 спратова 1893. године. Неколико раних небодера су изграђени у Бостону, Балтимору, Буфалу попут зграде Вејнврајт, зграде Вилдер и зграде Гаранти.

## Живот у раним небодерима
Ране небодере су углавном сачињавале мале канцеларијске кабине обично ширине свега 3,7 m које су постављене једна поред друге дуж дугих ходника. Прве небодере су углавном заузимали радници мушког пола, али то се променило током 1890-их година,када су жене чешће запослене. Небодери пружају широк спектар услуга за своје станаре, укључујући продавнице, ресторане, новине и библиотеке. С овом колекцијом услуга, небодери су често сами себе називали малим градовима.